# Crossopriza malegaon
Crossopriza malegaon (лат.) — вид пауков-сенокосцев рода Crossopriza (Smeringopinae, Pholcidae). Распространён в Индии. Назван по месту обнаружения (Malegaon, штат Махараштра).

## Описание
Мелкие пауки-сенокосцы, длина тела около 3 мм, ширина карапакса 1,25 мм, длина ног до 2,5 см. Карапакс бледно-охристо-желтый, медиально светло-коричневый; грудина светло-коричневая с тёмно-коричневыми радиальными метками; ноги бледно-охристо-жёлтые, без тёмных колец, с небольшими чёрными метками (в основном круглыми или овальными) на бёдрах и голенях, очень мало на задних лапках; брюшко бледно-охристо-серое, с небольшими тёмными метками дорсально и латерально; вентрально с отчётливым чёрным рисунком, с тремя параллельными продольными метками за гонопором. Биология не исследована.

## Систематика
Вид был впервые описан в 2022 году в ходе исследования разнообразия пауков Центральной Азии, проведённого немецким арахнологом Бернхардом Хубером (Bernhard Huber, Alexander Koenig Research Museum of Zoology, Бонн, Германия). Отличается от близких видов деталями деталями пальп самца (вершина прокурсуса с плоским треугольным вентральным склеритом и простыми дорсальными элементами; дистальный бульбальный склерит с пролатеральной склеротизованной складкой и слабо склеротизованным вентральным отростком), структурой хелицер самца (одна пара небольших апофизов близко к срединной линии), и по гениталиям самки (эпигинальная пластинка сильно выступающая, латерально беловатая, срединная коричневая полоса расширяется кпереди; пара карманов близко к срединной линии; крупные округлые поровые пластинки; вентральная дуга с удлиненной срединной модификацией).